# الیپتوسیت

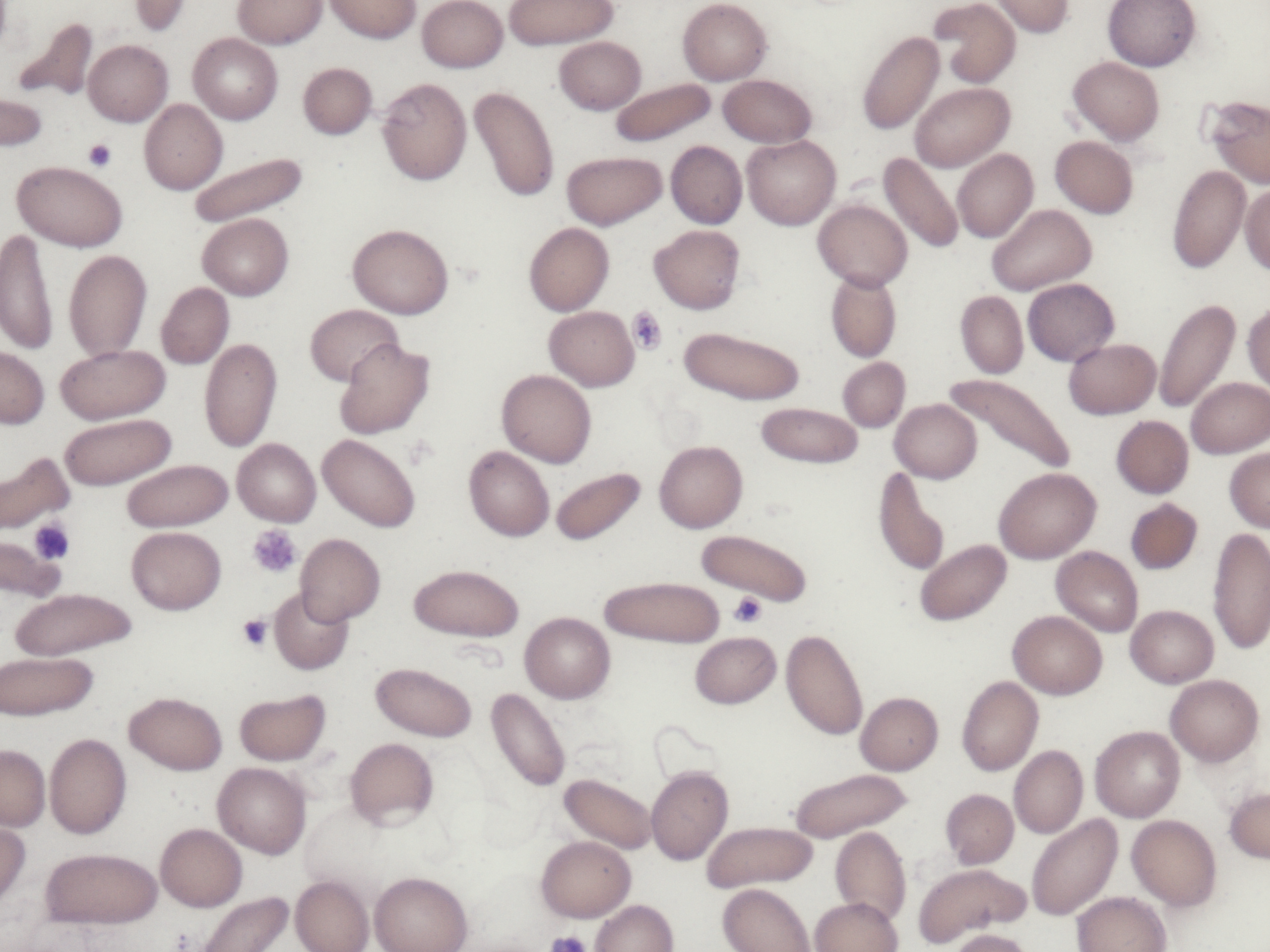
خون یک بیمار مبتلا به الیپتوسیتوز وراثتی، در این تصویر ۶۰ تا ۷۰ درصد کل گلوبول‌های قرمز را الیپتوسیت‌ها تشکیل می‌دهند.

الیپتوسیت یا سلول‌های تخم مرغی (ovalocytes) عبارت است از گلبول‌های قرمز با ظاهر غیرطبیعی و معمولاً به شکل تخم مرغی یا کشیده. این سلول‌ها می‌توانند در قالب‌های گوناگون باشند از شکل تخم مرغ گرفته تا شبیه یک میله یا مداد دراز باشند. سر و ته این سلول‌ها گرد است و مانند سلول‌های کم‌خونی داسی‌شکل نوک تیز نیست.

## علل
در حالت نرمال درصد الیپتوسیت‌ها در خون می‌تواند حدود ۱٪ باشد.
- الیپتوسیتوز وراثتی، اووالوسیتوز جنوب شرق آسیا
- تالاسمی
- کمبود آهن
- سندرم میلودیسپلاستیک
- کم‌خونی مگالوبلاستیک